# Fukushima United Football Club
Il Fukushima United FC (福島ユナイテッドFC?, Fukushima Yunaiteddo Efushī) è una società calcistica giapponese con sede nella città di Fukushima. Milita nella J3 League, la terza divisione del sistema calcistico giapponese.

## Storia
Il club è stato fondato nel 2006 con il nome di Fukushima Dream Junkers. Dalla stagione 2008, dopo la fusione con la squadra FC Pelada Fukushima, il club ha adottato il nuovo nome di Fukushima United FC.
Il 28 ottobre 2022 il Fukushima United ha acquisito la licenza J2: ciò significa che, dalla stagione 2022, se la squadra conclude il campionato di J3 League nelle prime due posizioni, potrà essere promosso in J2 League.

## Rosa
Aggiornata all'1 agosto 2022.
| N. |                     | Ruolo | Calciatore                                          |
| -- | ------------------- | ----- | --------------------------------------------------- |
| 3  | Giappone (bandiera) | D     | Makoto Kawanishi                                    |
| 4  | Giappone (bandiera) | D     | Kazuki Dohana                                       |
| 6  | Giappone (bandiera) | C     | Hiroto Morooka                                      |
| 7  | Giappone (bandiera) | C     | Katsumi Yusa                                        |
| 8  | Giappone (bandiera) | C     | Hiroshi Yoshinaga                                   |
| 9  | Giappone (bandiera) | A     | Junya Takahashi (in prestito dal Montedio Yamagata) |
| 10 | Giappone (bandiera) | A     | Kota Mori                                           |
| 11 | Giappone (bandiera) | A     | Hiroto Yukie                                        |
| 13 | Giappone (bandiera) | D     | Kosuke Tanaka                                       |
| 14 | Giappone (bandiera) | C     | Hayate Mukai                                        |
| 17 | Giappone (bandiera) | A     | Yuta Nobe                                           |
| 18 | Giappone (bandiera) | C     | Riku Hashimoto                                      |
| 20 | Giappone (bandiera) | D     | Ryota Kitamura                                      |
| 21 | Giappone (bandiera) | P     | Satoshi Osugi                                       |

| N. |                     | Ruolo | Calciatore                                                |
| -- | ------------------- | ----- | --------------------------------------------------------- |
| 22 | Giappone (bandiera) | P     | Kaito Yamamoto                                            |
| 25 | Giappone (bandiera) | A     | Shoki Nagano                                              |
| 26 | Giappone (bandiera) | C     | Hikaru Arai (in prestito dal Shonan Bellmare)             |
| 27 | Giappone (bandiera) | D     | Hideaki Arai                                              |
| 30 | Giappone (bandiera) | C     | Naoya Seita                                               |
| 31 | Giappone (bandiera) | P     | Taku Kamikawa                                             |
| 32 | Giappone (bandiera) | C     | Hiroshi Omori                                             |
| 35 | Giappone (bandiera) | C     | Keita Shiba                                               |
| 36 | Giappone (bandiera) | A     | Ibrahim Junior Kuribara (in prestito dal Shimizu S-Pulse) |
| 38 | Giappone (bandiera) | C     | Kenta Awano                                               |
| 40 | Giappone (bandiera) | A     | Hiroki Higuchi                                            |
| 41 | Giappone (bandiera) | C     | Uheiji Uehata                                             |
| 44 | Giappone (bandiera) | D     | Shun Obu                                                  |
| 46 | Giappone (bandiera) | A     | Seiji Tsutsumi                                            |

## Allenatori
- 2010-2012  Satoshi Tezuka
- 2012-2014  Yū Tokisaki
- 2014-2017  Keisuke Kurihara
- 2017-2019  Kazuaki Tasaka
- 2019-2021  Takeo Matsuda
- 2021-2022  Yū Tokisaki
- 2022-2023  Toshihiro Hattori
- 2023-2024  Mitsumasa Yoda
- 2024-Oggi  Shuhei Terada